# Робертсон, Джейсон
Джейсон Робертсон (англ. Jason Robertson; 22 июля 1999, Аркейдия, Калифорния, США) — американский профессиональный хоккеист, левый крайний нападающий клуба НХЛ «Даллас Старз».

## Карьера
Робертсон был выбран на драфте НХЛ 2017 года во 2-м раунде под общим 39-м номером клубом «Даллас Старз». 3 мая 2018 года он подписал трёхлетний контракт новичка со «звёздами».
13 февраля 2020 года Джейсон дебютировал в НХЛ в матче против «Торонто Мейпл Лифс», сразу же отдав голевую передачу. 15 апреля 2021 года Робертсон набрал 30 очков в регулярном сезоне НХЛ, сделав это быстрее всех новичков в истории франшизы «Старз». По итогам сезона 2020/21 он вошёл в символическую сборную новичков сезона и занял 2-е место в голосовании за приз Колдер Трофи, уступив только россиянину Кириллу Капризову.
Перед сезоном 2022/23 прошли продолжительные переговоры по поводу подписания нового контракта с «Далласом». Переговоры затянулись до начала октября, и лишь за неделю до старта регулярного сезона, был подписан новый контракт, рассчитанный на 4 года и всего на 31 миллион долларов.  25 ноября в игре против «Виннипега» Джейсон Робертсон установил новый рекорд «Старс» по играм подряд, в которых он набирал очки — 14 матчей. В той же игре Джейсон Робертсон забросил 17 и 18 шайбу в сезоне, впервые за долгое время став первым представителем «Далласа», кто лидировал бы в гонке снайперов НХЛ. Всего в сезоне 2022/23 набрал 109 очков (46+63) в 82 матчах. В плей-офф набрал 18 очков (7+11) в 19 матчах.
27 мая 2024 года сделал хет-трик в третьем матче серии плей-офф против «Эдмонтона» (5:3). Это был 4-й хет-трик Робертсона в НХЛ и первый в плей-офф.

## Личная жизнь
Робертсон имеет филиппинское происхождение по материнской линии, его мать зовут Мерседес и родилась она в Маниле, его отца зовут Хью и он шотландец. Также у него есть младший брат Николас, который тоже является профессиональным хоккеистом и был выбран на драфте НХЛ 2019 года клубом «Торонто Мейпл Лифс». Джейсон стал третьим игроком в истории НХЛ с филиппинскими корнями, после Тима Стэплтона и Мэтта Дамбы.

## Статистика
| Легенда | Легенда                    | Легенда | Легенда                   | Легенда | Легенда    |
| ------- | -------------------------- | ------- | ------------------------- | ------- | ---------- |
| И       | Количество проведённых игр | Штр     | Штрафное время            | +/−     | Плюс-минус |
| Г       | Голы                       | П       | Голевые передачи          | О       | Очки       |
| -       | Статистика неизвестна      | —       | Статистика не учитывалась |         |            |